# Tetranchyroderma hummoni
Tetranchyroderma hummoni is een buikharige uit de familie van de Thaumastodermatidae. De wetenschappelijke naam van de soort werd voor het eerst geldig gepubliceerd in 2017 door Lee, Chang en Kim.